# Santa Cecília (distretto di San Paolo)
Santa Cecília è un distretto (distrito) della zona centrale di San Paolo in Brasile, situato nella subprefettura Sé. 

## Descrizione
Il distretto comprende i quartieri di: Campos Elísios, Santa Cecília, Várzea da Barra Funda (il triangolo formato tra i binari del treno metropolitano e le vie Abraão Ribeiro e Rudge) e parte di Vila Buarque, dove si trovano Largo Santa Cecília e la stazione della metropolitana di Santa Cecília. Qui si trova anche la maggior parte dell'Elevado Presidente João Goulart (detto Minhocão), Praça Marechal Deodoro, Praça Princesa Isabel, Praça Júlio Prestes e Largo Coração de Jesus.

## Trasporti
Il distretto è servito dalla Linea 3 (Rossa) della metropolitana di San Paolo, nelle stazioni di Marechal Deodoro e Santa Cecília. È inoltre servito dalla Linea 8 del Treno Metropolitano, alla stazione Júlio Prestes.